# Odenton
Odenton is een plaats (census-designated place) in de Amerikaanse staat Maryland, en valt bestuurlijk gezien onder Anne Arundel County.

## Demografie
Bij de volkstelling in 2000 werd het aantal inwoners vastgesteld op 20.534.

## Geografie
Volgens het United States Census Bureau beslaat de plaats een oppervlakte van
32,2 km², geheel bestaande uit land. Odenton ligt op ongeveer 65 m boven zeeniveau.

## Plaatsen in de nabije omgeving
De onderstaande figuur toont nabijgelegen plaatsen in een straal van 12 km rond Odenton.